# Major County
Major County är ett administrativt område i delstaten Oklahoma, USA, med 7 527 invånare. Den administrativa huvudorten (county seat) är Fairview. 

## Geografi
Enligt United States Census Bureau så har countyt en total area på 2 481 km². 2 478 km² av den arean är land och 3 km² är vatten.

### Angränsande countyn
- Woods County - nordväst
- Alfalfa County - nordost
- Garfield County - öst-
- Kingfisher County - sydost
- Blaine County - syd-
- Dewey County - sydväst
- Woodward County - väst-